# Zyginopsis major
Zyginopsis major är en insektsart som beskrevs av Irena Dworakowska 1981. Zyginopsis major ingår i släktet Zyginopsis och familjen dvärgstritar. Inga underarter finns listade i Catalogue of Life.